# Loenermarkbrug
De Loenermarkbrug (brug 935) is een bouwkundig kunstwerk in Amsterdam-Noord .
De brug werd in 1966/1967 gebouwd als onderdeel van een fietsroute langs de Leeuwarderweg in Amsterdam-Noord. Ze werd tegelijk met de brug 940 (Loenermark/IJdoornlaan; gesloopt) en brug 958 gebouwd; de bruggen vertonen ook enige uiterlijke gelijkenis. De Loenermarkbrug, in 2018 vernoemd naar de straat en buurt Loenermark en dus indirect naar natuurgebied Loenermark, ligt aan de zuidkant van genoemde buurt.
Het ontwerp van de drie bruggen is afkomstig van Dirk Sterenberg die werkte voor de Dienst der Publieke Werken. Het geheel wordt gedragen door een betonnen paalfundering. De brug lijkt met haar kanteelachtige balustrade en opstaande leuning als een kleine versie van brug 949 van iets later datum. 

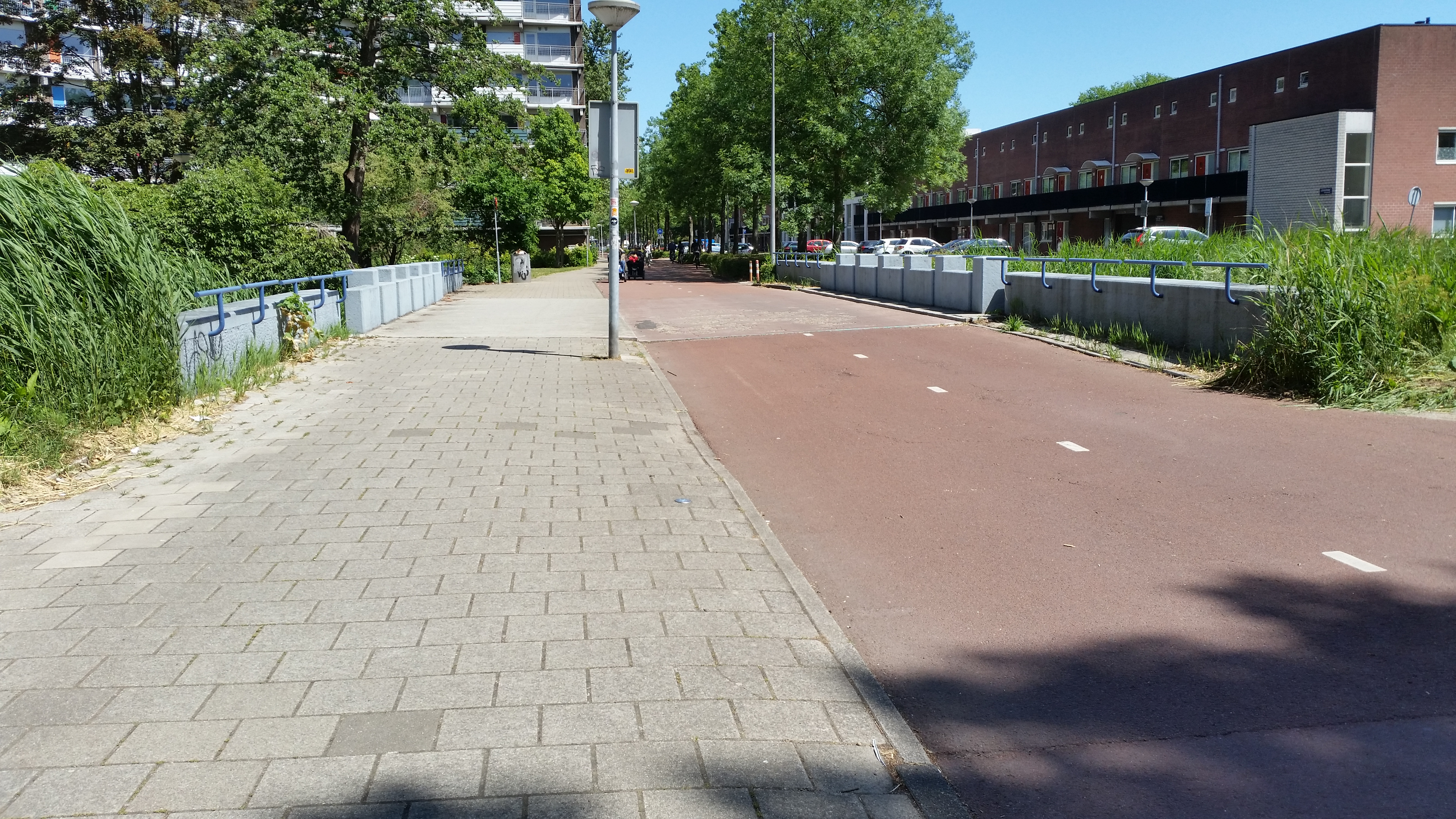
Loenermarkbrug richting Loenermark (mei 2020)

<<< · 900 · 901 · 904 · 905 · 906 · 907 · 908 · 909 · 912 · 913 · 914 · 915 · 916 · 917 · 918 · 919 · 920 · 923 · 924 · 930 · 932 · 933 · 934 · 935 · 936 · 937 · 939 · 943 · 944 · 945 · 946 · 947 · 948 · 949 · 950 · 951 · 952 · 953 · 954 · 956 · 957 · 958 · 959 · 960 · 961 · 962 · 963 · 964 · 965 · 966 · 967 · 968 · 970 · 971 · 972 · 973 · 974 · 975 · 978 · 979 ·  980 · 981 · 984 · 985 · 986 · 987 · 988 · 989 · 990 · 991 · 992 · 993 · 994 · 995 · 996 · 997 · 998 · 999 · >>>
Brugnummers  902, 903, 910, 911, 920, 921, 922, 925, 926, 927, 928, 929, 931, 937, 938, 940, 941, 942, 955, 969, 976, 977, 982, 983 zijn niet (meer) vergeven.